# 馬西莫·塔赫斯
馬西莫·塔赫斯（Máximo Tajes，1852年11月23日—1912年11月21日）是烏拉圭政治人物，烏拉圭紅黨成員，出生於卡內洛內斯。馬西莫·塔赫斯於1886年至1890年擔任烏拉圭總統。